# Ludovic Robeet
Ludovic Robeet (Nivelles, Brabant Való, 22 de maig de 1994) és un ciclista belga, professional des del 2013. Actualment corre a l'equip Cofidis. En el seu palmarès destaca la Nokere Koerse del 2021.

## Palmarès
- 2014
  - Vencedor d'una etapa a la Volta a Flandes Oriental
- 2019
  - Vencedor d'una etapa a la Setmana Internacional de Coppi i Bartali
- 2021
  - 1r a la Nokere Koerse